# Sinair
Sinair était une compagnie aérienne française basée sur l'aéroport de Grenoble et assurant du transport à la demande de passagers et fret mais aussi les évacuations sanitaires (EVASAN).

## Histoire

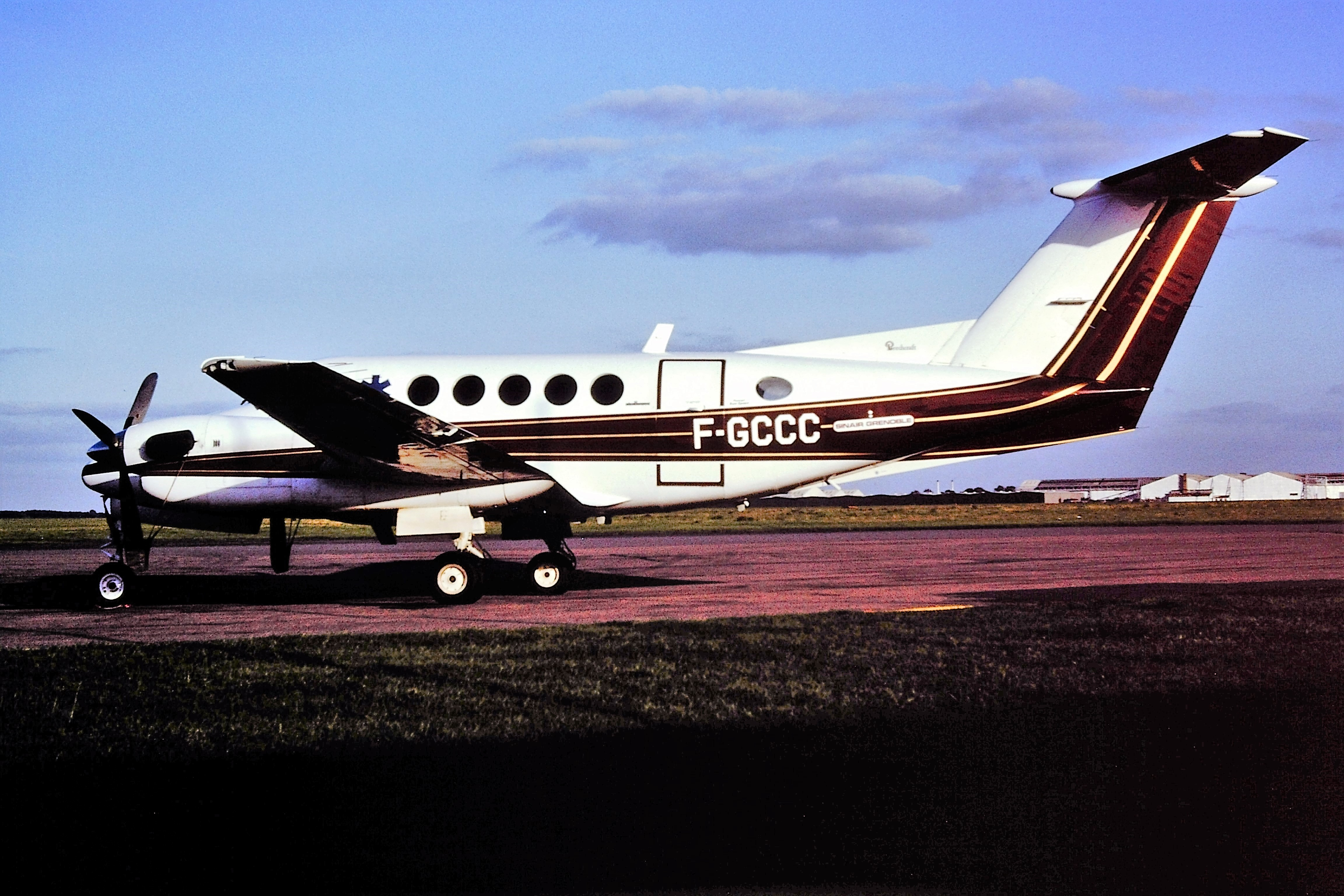
Beechcraft King Air F-GCCC ici en 1983 à Coventry.

En 1961, Jean-Claude Sinour débutait sa carrière comme pilote de l'avion du journal Le Dauphiné Libéré. Il transportait sur Jodel D-140 Mousquetaire, les journaux pendant la période estivale entre Grenoble et la Côte d'Azur mais couvrait également les manifestations sportives.
En 1971, il pilotait l’avion des ciments Vicat situé à Vif près de Grenoble. En 1978, Jean-Claude Sinour et plusieurs industriels (dont le groupe grenoblois Genty-Cathiard possédant les supermarchés Genty devenu plus tard Rallye puis Casino ou Go Sport) achètent en co-propriété cet avion,.
Le 1er janvier 1981, Jean-Claude Sinour créait la compagnie aérienne Sinair sur l'aéroport de Grenoble-Saint-Geoirs avec un Beechcraft 200,,.
Sinair exploite une ligne saisonnière entre Grenoble et l'aéroport de Fréjus - Saint-Raphaël (partie civile de la base aéronavale de Fréjus/Saint-Raphaël) dans le Var avec le Beechcraft 200 King Air de 9 passagers,,.
la compagnie collaborait avec le SAMU 38 pour le transport sanitaire.
En 1986, Sinair possédait deux avions puis 3 en 1987 (un Beechcraft 100, un Beechcraft 90 et un Beechcraft 60 Duke).
En 1988, le groupe Merlin entrait au capital de Sinair via la SOGECOM (Société de gestion et de contrôle Merlin) du groupe Merlin, présidé par Marc-Michel Merlin possédant La Lyonnaise des Eaux et la société Eau et Force.
En 1990, Sinair possédait trois avions.
En 1992, Sinair descendait à une flotte de deux avions.
En 1993, le capital de Sinair était reparti entre la SOGECOM, les skis Rossignol (de Laurent Boix-Vives) et Jean-Claude Sinour le fondateur.
En 1994, Sinair et son fondateur étaient impliqués dans l'affaire Dauphiné News, une affaire politico-financière française ayant impliqué l'élu Alain Carignon, alors qu'il était maire RPR de Grenoble. Il avait détourné plus de 19 millions de francs (près de 3 millions d'euros) à son usage personnel. Carignon était mis en examen et incarcéré. Marc-Michel Merlin de la Lyonnaise des Eaux en autre, prenait en charge par son groupe,,, les factures d'utilisation à titre professionnelle ou personnelle des avions de la Sinair par Alain Carigon nommé également ministre de la communication puis ministre de l'environnement, au départ de l'aéroport de Grenoble vers Paris ou Saint-Tropez mais également Barcelone, la Corse, Dubrovnik, Malaga ou Palma de Majorque. Le système Carignon comme il était appelé, avait facturé entre le 1er décembre 1984 et le 18 mars 1993, 122 voyages d’un montant total de 1 949 306 francs aux frais des sociétés du groupe Merlin,,,,,,,,.
Entre 1986 et 1993, 40% des vols d'affaires effectués par Sinair étaient au bénéfice d'Alain Carignon,.
Des opérations litigieuses avaient également été comptabilisées dans les comptes annuels des sociétés Compagnie de Chauffage intercommunale de l'agglomération Grenobloise et Sinergie portant condamnation pour abus de biens sociaux et recel d'abus de biens sociaux. Elles avaient été portées à la connaissance des actionnaires qui avaient mis en mouvement l'action publique. Ces sociétés (SA Armand Inter Chauffage, la SEM Compagnie de Chauffage ou SA Sinergie) avaient pris en charge des vols Sinair entre novembre 1989 et novembre 1993 et des salaires d'une employée de maison, d'un footballeur professionnel et d'un cadre commercial en noyant les factures dans les comptes annuels.
Entre 1997 et 2000, la compagnie aérienne Pan Européenne Air Service (PEAS) rachetait  la compagnie Sinair pour finalement l'absorber complètement. En avril 2000, le pavillon de Sinair, c'est à dire son C.T.A (Certificat de Transporteur Aérien) était vendu à la compagnie Axis Airways via sa société mère, le groupe Axis Partners,.
Sinair transportait 1 946 passagers en 1997.
Jean-Claude Sinour prenait sa semi-retraite en 1997 lors de la reprise de Sinair par PEAS et décédait subitement le 11 mars 1999.

## Accident
Le lundi 26 mars 1984 à 08h30, le Beechcraft 200 immatriculé F-GCCC de Sinair s'écrasait près de l’aéroport de Bergame-Orio Al Serio lors de son approche finale.
Le Beechcraft avait décollé de l'aéroport de Grenoble avec 6 personnes à son bord. L'avion prenait feu faisant qu'un blessé, le pilote et gérant de la société Jean-Claude Sinour,.

## Réseau
- Grenoble - Fréjus/Saint-Raphaël[9],[10]

## Flotte
- Beechcraft 200 King Air immatriculés F-GCCC[42] et F-GSIN[43],
- Beechcraft A-100 King Air immatriculé F-GFVM[44],
- Beechcraft 65 C-90 King Air immatriculé F-BXOM[45],
- Cessna 500 Citation I immatriculé F-GKID[46],
- Beechcraft 60 Duke.